# Canton de Bischwiller
Le canton de Bischwiller est une circonscription électorale française située dans le département du Bas-Rhin dans la collectivité européenne d'Alsace.

## Histoire
Par décret du 18 février 2014, le nombre de cantons du département est divisé par deux, avec mise en application aux élections départementales de mars 2015. Le canton de Bischwiller est conservé et s'agrandit. Il passe de 21 à 22 communes.

## Représentation

### Conseillers généraux de 1833 à 1871 et de 1919 à 2015
| Période                                  | Période      | Identité                           | Étiquette           | Qualité |
| ---------------------------------------- | ------------ | ---------------------------------- | ------------------- | --- |
| 1833                                     | 1839         | Charles Goulden (père) (1770-1844) |                     | Négociant, maire de Bischwiller (1815 et 1826-1835)                                                         |
| 1839                                     | 1840 (décès) | Gustave Cunier (1795-1840)         |                     | Notaire, maire de Bischwiller (1835-1840)                                                                   |
| 1840                                     | 1848         | Edmond Ehrmann                     |                     | Négociant à Bischwiller                                                                                     |
| 1848                                     | 1852         | Félix Berger (1813-1891)           |                     | Docteur en médecine, maire de Bischwiller                                                                   |
| 1852                                     | 1868 (décès) | Jacques Kunzer (1802-1868)         |                     | Manufacturier (fabricant de draps) à Bischwiller                                                            |
| 1868                                     | 1871         | Edmond Ehrmann                     |                     | Négociant à Bischwiller                                                                                     |
| 1871                                     | 1919         | occupation allemande               |                     | |
| 1919                                     | 1928 (décès) | Alexandre Uhrig                    |                     | Maire de Soufflenheim                                                                                       |
| 1928                                     | 1940         | Michel Walter                      | PDP                 | Enseignant, Haguenau, député (1919-1940) Président du Conseil Général (1931-1940)                           |
|                                          |              |                                    |                     | |
| 1945                                     | 1951         | Camille Wolff                      | UDSRpuis RPF        | Représentant de commerce Député (1919-1942) Adjoint au maire de Strasbourg                                  |
| 1951                                     | 1964         | Michel Kistler                     | MRP                 | Représentant Député (1946-1955), Sénateur (1959-1976), conseiller municipal d'Herrlisheim                   |
| 1964                                     | 1991 (décès) | Paul Kauss                         | UDRpuis RPR         | Administrateur de sociétés Maire de Bischwiller(1959-1989) Sénateur (1959-1968)                             |
| 1992                                     | 2015         | Louis Becker                       | UDFpuis UMP et app. | Professeur d'éducation physique retraité Maire de Herrlisheim (1979-2020) Vice-président du conseil général |
| Les données manquantes sont à compléter. |              |                                    |                     | |

### Conseillers d'arrondissement (de 1833 à 1871 et de 1919 à 1940)
Le canton de Bischwiller appartenait à l'arrondissement de Strasbourg.
Il avait trois conseillers d'arrondissement à partir de 1919.
| Période                                  | Période | Identité                        | Étiquette | Qualité |
| ---------------------------------------- | ------- | ------------------------------- | --------- | --- |
| 1833                                     | 1848    | Christophe Batiston (1774-1856) |           | Négociant, maire de Fort-Louis                                                                              |
|                                          |         |                                 |           | |
|                                          | 1940    | Georges Bender                  | UPR       | Maire de Rountzenheim                                                                                       |
|                                          | 1940    | Alphonse Schneider              | UPR       | Médecin, Herrlisheim                                                                                        |
|                                          | 1940    | Joseph Schiff                   | UPR       | Industriel à Drusenheim                                                                                     |
| 1940                                     |         |                                 |           | Les conseils d'arrondissement ont été suspendus par la loi du 12 octobre 1940 et n'ont jamais été réactivés |
| Les données manquantes sont à compléter. |         |                                 |           | |

### Conseillers départementaux depuis 2015
| Période élective | Période élective | Mandat | Mandat   | Identité          | Nuance | Nuance | Qualité |
| ---------------- | ---------------- | ------ | -------- | ----------------- | ------ | ------ | --- |
| 2015             | 2021             | 2015   | 2021     | Denis Hommel      |        | LR     | Retraité Maire d'Offendorf (2001- )                                                                                     |
| 2015             | 2021             | 2015   | 2021     | Nicole Thomas     |        | DVD    | Professeure d'économie familiale et sociale Conseillère régionale d'Alsace (2010-2015) Maire de Bischwiller (2007-2014) |
| 2021             | 2028             | 2021   | en cours | Christelle Isselé |        | DVC    | Chef d'entreprise, Soufflenheim                                                                                         |
| 2021             | 2028             | 2021   | en cours | Michel Lorentz    |        | DVC    | Fonctionnaire, maire de Roeschwoog                                                                                      |

À l'issue du 1er tour des élections départementales de 2015, deux binômes sont en ballotage : Virginie Denjean-Obernesser et Gérard Janus (FN, 37,82 %) et Denis Hommel et Nicole Thomas (UMP, 31,58 %). Le taux de participation est de 46,99 % (17 389 votants sur 37 002 inscrits) contre 47,83 % au niveau départemental et 50,17 % au niveau national.
Au second tour, Denis Hommel et Nicole Thomas (UMP) sont élus avec 55,62 % des suffrages exprimés et un taux de participation de 44,89 % (8 640 voix pour 16 609 votants et 37 002 inscrits).

## Composition

### Composition avant 2015
Le canton de Bischwiller regroupait 21 communes.
| Nom                     | Code Insee | Codepostal | Superficie (km2) | Population (dernière pop. légale) | Densité (hab./km2) |
| ----------------------- | ---------- | ---------- | ---------------- | --------------------------------- | ------------------ |
| Bischwiller (chef-lieu) | 67046      | 67240      | 17,25            | 12 643 (2012)                     | 733                |
| Auenheim                | 67014      | 67480      | 4,24             | 898 (2012)                        | 212                |
| Dalhunden               | 67082      | 67770      | 7,45             | 1 012 (2012)                      | 136                |
| Drusenheim              | 67106      | 67410      | 15,73            | 5 089 (2012)                      | 324                |
| Forstfeld               | 67140      | 67480      | 4,90             | 730 (2012)                        | 149                |
| Fort-Louis              | 67142      | 67480      | 12,31            | 321 (2012)                        | 26                 |
| Herrlisheim             | 67194      | 67850      | 14,38            | 4 808 (2012)                      | 334                |
| Kauffenheim             | 67231      | 67480      | 2,24             | 215 (2012)                        | 96                 |
| Leutenheim              | 67264      | 67480      | 10,39            | 855 (2012)                        | 82                 |
| Neuhaeusel              | 67319      | 67480      | 3,05             | 361 (2012)                        | 118                |
| Oberhoffen-sur-Moder    | 67345      | 67240      | 14,25            | 3 390 (2012)                      | 238                |
| Offendorf               | 67356      | 67850      | 14,22            | 2 222 (2012)                      | 156                |
| Rœschwoog               | 67405      | 67480      | 9,75             | 2 248 (2012)                      | 231                |
| Rohrwiller              | 67407      | 67410      | 2,95             | 1 686 (2012)                      | 572                |
| Roppenheim              | 67409      | 67480      | 6,88             | 944 (2012)                        | 137                |
| Rountzenheim            | 67418      | 67480      | 6,67             | 1 067 (2012)                      | 160                |
| Schirrhein              | 67449      | 67240      | 6,49             | 2 205 (2012)                      | 340                |
| Schirrhoffen            | 67450      | 67240      | 0,63             | 703 (2012)                        | 1 116              |
| Sessenheim              | 67465      | 67770      | 9,18             | 2 190 (2012)                      | 239                |
| Soufflenheim            | 67472      | 67620      | 13,24            | 4 950 (2012)                      | 374                |
| Stattmatten             | 67476      | 67770      | 3,93             | 684 (2012)                        | 174                |

### Composition depuis 2015
Lors du redécoupage de 2014, le canton regroupait 22 communes entières.
À la suite de la création de la commune nouvelle de Rountzenheim-Auenheim au 1er janvier 2019, le canton comprend désormais vingt-et-une communes entières.
| Nom                                 | Code Insee | Intercommunalité  | Superficie (km2) | Population (dernière pop. légale) | Densité (hab./km2) | Modifier                                    |
| ----------------------------------- | ---------- | ----------------- | ---------------- | --------------------------------- | ------------------ | ------------------------------------------- |
| Bischwiller (bureau centralisateur) | 67046      | CA de Haguenau    | 17,25            | 12 211 (2022)                     | 708                | modifier les données · modifier les données |
| Dalhunden                           | 67082      | CC du Pays Rhénan | 7,45             | 1 218 (2022)                      | 163                | modifier les données · modifier les données |
| Drusenheim                          | 67106      | CC du Pays Rhénan | 15,73            | 5 357 (2022)                      | 341                | modifier les données · modifier les données |
| Forstfeld                           | 67140      | CC du Pays Rhénan | 4,90             | 810 (2022)                        | 165                | modifier les données · modifier les données |
| Fort-Louis                          | 67142      | CC du Pays Rhénan | 12,31            | 282 (2022)                        | 23                 | modifier les données · modifier les données |
| Herrlisheim                         | 67194      | CC du Pays Rhénan | 14,38            | 4 701 (2022)                      | 327                | modifier les données · modifier les données |
| Kaltenhouse                         | 67230      | CA de Haguenau    | 3,72             | 2 443 (2022)                      | 657                | modifier les données · modifier les données |
| Kauffenheim                         | 67231      | CC du Pays Rhénan | 2,24             | 219 (2022)                        | 98                 | modifier les données · modifier les données |
| Leutenheim                          | 67264      | CC du Pays Rhénan | 10,39            | 832 (2022)                        | 80                 | modifier les données · modifier les données |
| Neuhaeusel                          | 67319      | CC du Pays Rhénan | 3,05             | 396 (2022)                        | 130                | modifier les données · modifier les données |
| Oberhoffen-sur-Moder                | 67345      | CA de Haguenau    | 14,25            | 3 878 (2022)                      | 272                | modifier les données · modifier les données |
| Offendorf                           | 67356      | CC du Pays Rhénan | 14,22            | 2 481 (2022)                      | 174                | modifier les données · modifier les données |
| Rœschwoog                           | 67405      | CC du Pays Rhénan | 9,75             | 2 273 (2022)                      | 233                | modifier les données · modifier les données |
| Rohrwiller                          | 67407      | CA de Haguenau    | 2,95             | 1 609 (2022)                      | 545                | modifier les données · modifier les données |
| Roppenheim                          | 67409      | CC du Pays Rhénan | 6,88             | 1 039 (2022)                      | 151                | modifier les données · modifier les données |
| Rountzenheim-Auenheim               | 67418      | CC du Pays Rhénan | 10,91            | 2 000 (2022)                      | 183                | modifier les données · modifier les données |
| Schirrhein                          | 67449      | CA de Haguenau    | 6,49             | 2 263 (2022)                      | 349                | modifier les données · modifier les données |
| Schirrhoffen                        | 67450      | CA de Haguenau    | 0,63             | 800 (2022)                        | 1 270              | modifier les données · modifier les données |
| Sessenheim                          | 67465      | CC du Pays Rhénan | 9,18             | 2 309 (2022)                      | 252                | modifier les données · modifier les données |
| Soufflenheim                        | 67472      | CC du Pays Rhénan | 13,24            | 4 775 (2022)                      | 361                | modifier les données · modifier les données |
| Stattmatten                         | 67476      | CC du Pays Rhénan | 3,93             | 756 (2022)                        | 192                | modifier les données · modifier les données |
| Canton de Bischwiller               | 6701       |                   | 183,85           | 52 652 (2022)                     | 286                | modifier les données                        |

## Démographie

### Démographie avant 2015
| 1962   | 1968   | 1975   | 1982   | 1990   | 1999   | 2006   | 2011   | 2012   |
| ------ | ------ | ------ | ------ | ------ | ------ | ------ | ------ | ------ |
| 32 143 | 34 278 | 37 397 | 39 852 | 40 605 | 43 762 | 47 431 | 49 034 | 49 221 |

En 1826, le canton avait une population de 23 337 âmes.

### Démographie depuis 2015
En 2022, le canton comptait 52 652 habitants, en évolution de +1,35 % par rapport à 2016 (Bas-Rhin : +3,17 %, France hors Mayotte : +2,11 %).
| 2013   | 2018   | 2022   |
| ------ | ------ | ------ |
| 51 769 | 52 351 | 52 652 |